# Кедровський Олег Іванович
Оле́г Іва́нович Кедро́вський (*5 вересня 1939, Внуково — †28 лютого 2005, Вінниця) — доктор філософських наук, професор, член редколегії журналу «Sententiae».

## Біографічні дані
Олег Кедровський народився 5 вересня 1939 у смт Внуково Смоленської області РФ.
У 1956 — 1961 роках навчався в Київському політехнічному інституті, після закінчення якого працював інженером, згодом завідувачем лабораторії на оборонних підприємствах Києва. Закінчив заочно філософський факультет Київського університету (1972), в якому працював з 1967.
У 1982–1987 працював на кафедрах діалектичного матеріалізму і філософії природничих факультетів КПІ, пройшовши шлях від аспіранта до професора. У цей же період захищає кандидатську (1967) і докторську (1979) дисертації.
У 1987–2000 працював професором кафедри філософії та гуманітарних наук Вінницького національного технічного університету.

## Учні
Під безпосереднім керівництвом Кедровського підготовлено захищено 20 кандидатських і 4 докторські дисертації.

## Науковий доробок
Наукові дослідження присвячені філософським проблемам математики, принципам побудови дедуктивних теорій, методології інженерної діяльності.
Науковий доробок професора Кедровського — 120 праць, зокрема 10 монографій; серед них:
- Кедровский О. И. Взаимодействие философии и математики в процессе исторического развития (от Фалеса до эпохи Возрождения). Киев: Изд-во Киев. ун-та, 1973. 216 с.
- Кедровский О. И. Взаимодействие философии и математики в процессе исторического развития (от эпохи Возрождения до начала XX века). Киев: Вища школа, 1974. 344 с.
- Кедровский О. И. Методологические проблемы развития математического познания. Киев: Вища школа, 1977. 232 с.
- Кедровский О. И., Соловей Л. А. Алгоритмичность практики, мышления, творчества. Киев: Вища школа, 1980. 184 с.
- Кедровский О. И. Методы построения теоретических систем знания: Диалог философа и математика. Киев: Вища школа, 1982. 168 с.
- Кедровский О. И., Узбек К. М. Система принципов построения дедуктивных теорий. Киев: Выща школа, 1990. 132 с.